# Himalayamuskushert
Het himalayamuskushert (Moschus chrysogaster) is een evenhoevige uit de familie van de muskusherten (Moschidae). 

## Kenmerken
De vacht is donkerbruin met grijze vlekken, de buikzijde is lichter en aan kin en oorrandjes is wat wit zichtbaar. Ze hebben goed ontwikkelde tenen voor een goed houvast op steile rotsen en in zachte sneeuw. Ze worden ongeveer 86-100 cm lang met een staart van 4-6 cm, een hoogte van 51-53 cm en wegen ongeveer 11-18 kg. 

## Voortplanting
Na een draagtijd van 185-195 dagen worden er 1-2 jongen geboren. Ze leven ongeveer 12-20 jaar.

## Verspreiding
Deze solitaire soort komt voor in Azië, vooral in de Himalaya en in het westen daarvan. Ze leven op rotsachtige, beboste hellingen op een hoogte van 2400-4500 meter. 

## Bedreiging
De dieren worden zwaar bejaagd voor de geurstof uit hun muskusklieren voor de parfumindustrie, waardoor hun aantallen sterk zijn afgenomen.

## Ondersoorten
Er zijn 2 ondersoorten:
- Moschus chrysogaster chrysogaster
- Moschus chrysogaster leucogaster

Moschus anhuiensis · Oost-Chinees muskushert (M. berezovskii) · Himalayamuskushert (M. chrysogaster) · Kashmirmuskushert (M. cupreus) · Zwart muskushert (M. fuscus) · Witbuikmuskushert (M. leucogaster) · Siberisch muskushert (M. moschiferus)